# Fortunato Ilario Carafa della Spina

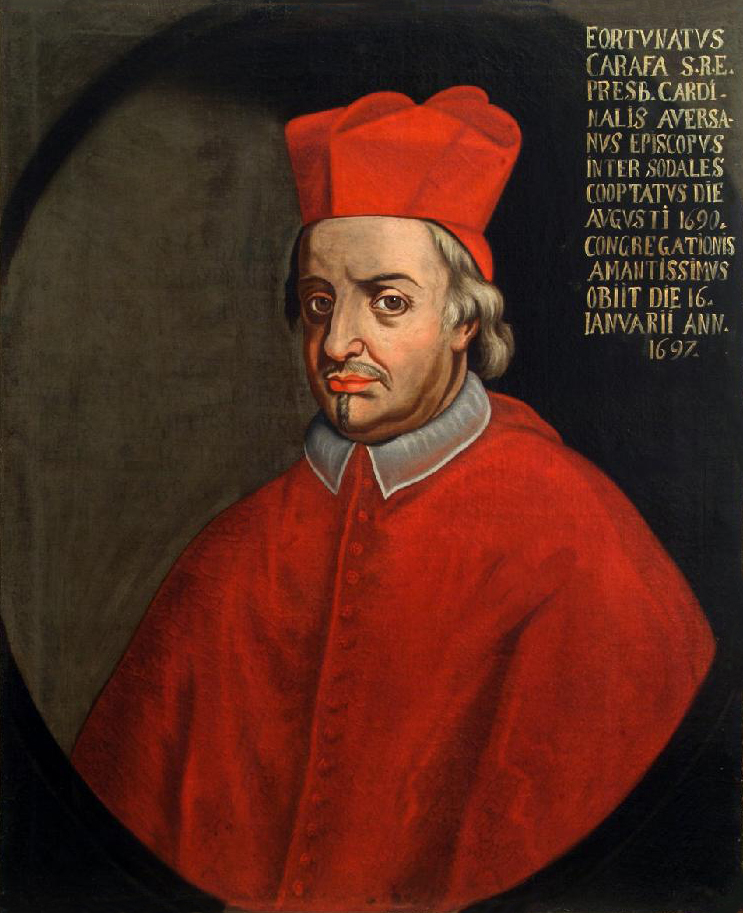
Fortunato Ilario Kardinal Carafa (zeitgenössisches Porträt)

Fortunato Ilario Carafa della Spina (* 16. Februar 1631 in Neapel; † 16. Januar 1697 ebenda) war römisch-katholischer Bischof von Aversa und Kardinal.

## Leben

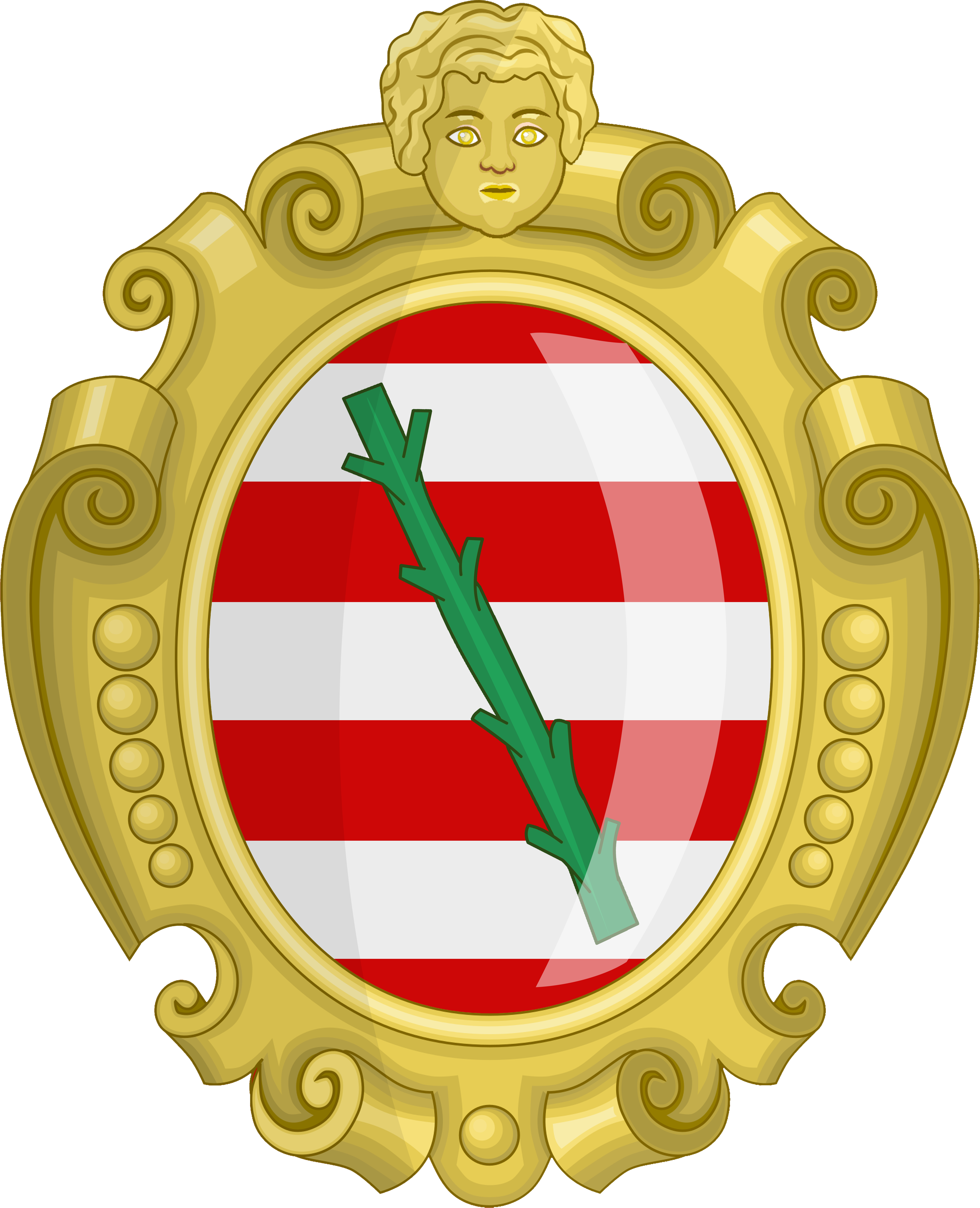
Wappen des Hauses Carafa della Spina

Carafa entstammte einer bekannten neapolitanischen Adelsfamilie und studierte in seiner Heimatstadt. Sein Bruder Carlo Carafa della Spina wurde 1664 ebenfalls Kardinal. Für seine kirchliche Laufbahn war die Stellung seiner Familie von Vorteil, um 1670 war er Generalvikar des Erzbistums Messina. Durch seine Position bei der Bekämpfung von Aufständen im Jahr 1671 gewann Carafa das Vertrauen des spanischen Königs Karl II. Nach einer weiteren Revolte im Juli 1674, bei der er ebenfalls die spanische Seite unterstützte, floh er aus Messina und wurde von Karl II. zu dessen Gesandten im Königreich Neapel ernannt.
Papst Innozenz XI. nahm Fortunato Ilario Carafa am 2. September 1686 als Kardinalpriester von Santi Giovanni e Paolo ins Kardinalskollegium auf. Am 7. Juli 1687 ernannte ihn Innozenz XI. zum Bischof von Aversa, die Bischofsweihe spendete ihm am 5. Oktober desselben Jahres Kardinal Savo Millini. In seiner Diözese versuchte der Kardinal, die Bevölkerung an der katholischen Mission zu beteiligen. Er nahm 1689 und 1691 jeweils am Konklave teil. Aufgrund gesundheitlicher Probleme spielte er keine bedeutende Rolle an der päpstlichen Kurie seiner Zeit. Unter dem 1691 gewählten Papst Innozenz XII. war er kurzzeitig Gesandter in der Emilia-Romagna.
Fortunato Ilario Carafa della Spina starb 1697 und wurde in der Kathedrale von Aversa beigesetzt.